# Specie di Salticidae
L'elenco esaustivo delle specie della famiglia di aracnidi Salticidae è alquanto lungo.
Si è provveduto a dividerlo nella seguenti sottopagine:
- Per le specie incluse in generi che hanno per iniziale dalla lettera A alla lettera C: Specie di Salticidae (A-C)
- Per le specie incluse in generi che hanno per iniziale dalla lettera D alla lettera J: Specie di Salticidae (D-J)
- Per le specie incluse in generi che hanno per iniziale dalla lettera K alla lettera M: Specie di Salticidae (K-M)
- Per le specie incluse in generi che hanno per iniziale dalla lettera N alla lettera P: Specie di Salticidae (N-P)
- Per le specie incluse in generi che hanno per iniziale dalla lettera Q alla lettera Z: Specie di Salticidae (Q-Z)